# Frederick's of Hollywood
Frederick's of Hollywood est une chaîne américaine de magasins de lingerie ayant débuté en 1947.
Elle décrit la chaussure ouverte comme « sexuellement suggestive » grâce au toe cleavage.